# Edward Ståhlberg
Lars Edward Ståhlberg, född den 2 oktober 1844 i Jönköping, död där den 18 juni 1923, var en svensk jurist.
Ståhlberg blev student vid Lunds universitet 1860 och avlade examen till rättegångsverken där 1863. Han blev vice häradshövding 1871, adjungerad ledamot i Göta hovrätt 1875 och assessor där 1876. Ståhlberg var hovrättsråd 1895–1914 och divisionsordförande 1903–1914. Han blev riddare av Nordstjärneorden 1890 och kommendör av andra klassen av samma orden 1908.